# Santa Teresa (Galisancho)
Santa Teresa es una localidad que pertenece al municipio de Galisancho, comarca de Tierra de Alba, provincia de Salamanca.

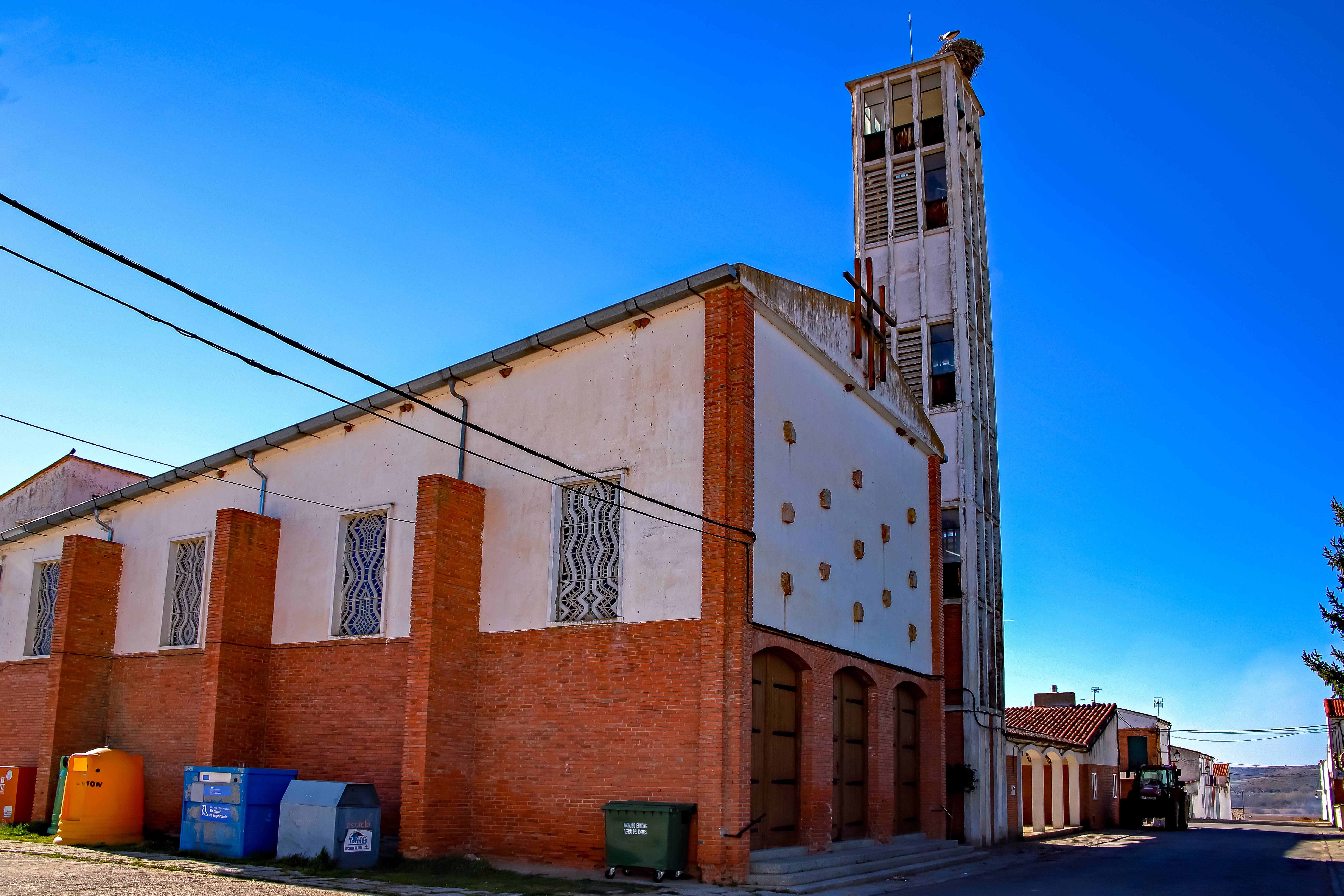
Iglesia parroquial

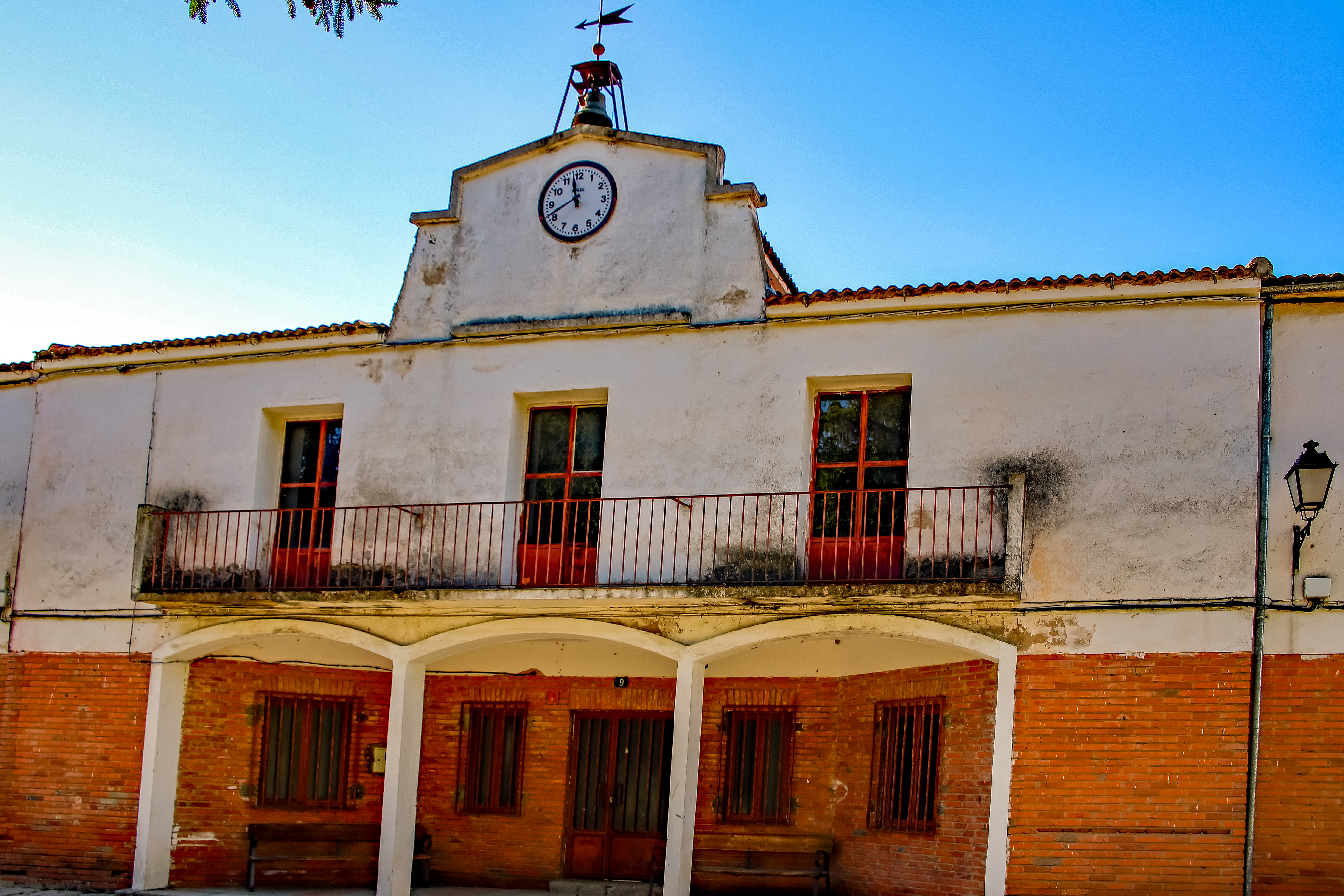
Torre del reloj

## Demografía
La localidad de Santa Teresa se construyó tras las compras y expropiaciones correspondientes realizadas por el Instituto Nacional de Colonización, llegando los primeros colonos en 1958. La población de esta localidad creció en la década de los sesenta y setenta, aunque ya empieza a decaer en 1980, manteniéndose en una perspectiva negativa en las décadas de 1990 y 2000.
| Gráfica de evolución demográfica de Santa Inés entre 2000 y 2018                         |
|                                                                                          |
| Fuente: Instituto Nacional de Estadística de España - Elaboración gráfica por Wikipedia. |

El Instituto Nacional de Colonización siguió un trazado de urbanización en el que la Plaza Mayor se situaba en el centro, como zona de encuentro de varias calles de la trama general. Además esta fue de las pocas localidades, junto con Santa Inés y otras, donde también se proyectaron inicialmente las viviendas de los obreros. Estas tenían una superficie más reducida que la de los colonos, la vivienda tenía 45 metros cuadraros y se situaba en una parcela de 120 metros; mientras que la de los colonos era de 95 metros cuadrados y se situaba en una parcela de 480 metros.